# Neuville-Vitasse
Neuville-Vitasse ist eine französische Gemeinde mit 484 Einwohnern (Stand 1. Januar 2022) im Département Pas-de-Calais in der Region Hauts-de-France. Sie gehört zum Arrondissement  Arras und zum Kanton Arras-3.
Nachbargemeinden von Neuville-Vitasse sind Tilloy-lès-Mofflaines im Norden, Wancourt im Nordosten, Saint-Martin-sur-Cojeul im Südosten, Boiry-Becquerelle und  Hénin-sur-Cojeul im Süden, Mercatel im Südwesten und Beaurains im Nordwesten.

## Bevölkerungsentwicklung
| Jahr      | 1962 | 1968 | 1975 | 1982 | 1990 | 1999 | 2007 |
| Einwohner | 389  | 374  | 400  | 433  | 496  | 503  | 477  |

## Persönlichkeiten
- Joseph Le Bon (1765–1795), Revolutionär, 1791 Pfarrer von Neuville-Witasse